# أولن
أولن هي بلدية بلجيكية بوالونيا في مقاطعة لياج. في 1 يناير 2006، كان عدد سكان أولن هو 3,793. المساحة الكلية للبلدية هي 15.99 كيلومتر مربع، ما يعطي كثافة سكانية تساوي 237 نسبة في الكيلومتر المربع.

## أعلام
- بول ديلييج